# Diafragma (contracetivo)
Diafragma é um método contracetivo de barreira. É moderadamente eficaz, com uma taxa de falha de cerca de 12% por ano com uso típico. É aplicado no colo do útero com espermicida antes da relação sexual e aí deixado durante pelo menos seis horas após a relação. Geralmente é necessária a avaliação de um profissional de saúde para determinar o tamanho mais adequado.
O método apresenta muito poucos efeitos secundários. A utilização pode aumentar o risco de vaginose bacteriana e infeções do trato urinário. Quando deixado na vagina durante mais de 24 horas pode resultar em síndrome do choque tóxico. O método é pouco eficaz para diminuir o risco de infeções sexualmente transmissíveis. Existem diversos tipos de diafragma com diferentes formas e tamanhos. Podem ser feitos de látex, silicone ou borracha natural. O mecanismo de ação consiste em reter o espermicida junto do colo do útero.
Os primeiros diafragmas surgiram em 1882. Fazem parte da Lista de Medicamentos Essenciais da Organização Mundial de Saúde, uma lista com os medicamentos mais seguros, eficazes e essenciais num sistema de saúde. No Reino Unido, cada unidade custa menos de dez libras ao NHS.